# 岩村正彦
岩村 正彦（いわむら まさひこ、1956年12月30日 - ）は、日本の法学者。東京大学名誉教授。専門は社会保障法。
労働政策審議会労働条件分科会長（2011年度）、全国健康保険協会船員保険協議会初代委員長（2009年~2019年）、過労死等防止対策推進協議会初代会長（2014年12月~2018年12月）等を歴任。2019年2月に中央労働委員会会長に就任（2025年2月まで）。

## 人物
日本においては労災保険、外国ではフランスの労災保険についての論文がある。社会保険についての考察や、民法などその他の法領域との関連についての論文もある。教科書として、『社会保障法I』（弘文堂、2001年）がある。社会保障国民会議委員も務めた。

## 経歴
略歴は以下のとおり。
- 1975年3月 - 神奈川県立湘南高等学校卒業
- 1979年3月 - 東京大学法学部第1類（私法コース）卒業[5]
- 1979年4月 - 東京大学法学部助手
- 1982年9月 - 東北大学法学部助教授
- 1993年4月 - 東京大学大学院法学政治学研究科助教授
- 1995年8月 - 東京大学大学院法学政治学研究科教授
- 2019年2月 - 中央労働委員会会長（2025年2月まで）
- 2019年6月 - 東京大学名誉教授